# Ophiolamina eprae
Ophiolamina eprae är en ormstjärneart som beskrevs av Sabine Stöhr och Segonzac 2006.
Ophiolamina eprae ingår i släktet Ophiolamina och familjen knotterormstjärnor. Inga underarter finns listade i Catalogue of Life.